# Asterocheres tenuicornis
Asterocheres tenuicornis is een eenoogkreeftjessoort uit de familie van de Asterocheridae. De wetenschappelijke naam van de soort is voor het eerst geldig gepubliceerd in 1910 door Brady.